# Pentadecannitril
Pentadecannitril ist eine organische Verbindung aus der Gruppe der Nitrile.

## Vorkommen
Alkannitrile der Kettenlänge 7 (Heptannitril) bis 24 (Tetracosannitril) kommen in Schieferöl vor. Dabei sind Tridecannitril und Dodecannitril die Hauptkomponenten, aber auch Pentadecannitril kommt in größerer Menge vor. Pseudomonas veronii kann verschiedene langkettige Nitrile bilden, darunter Pentadecannitril sowie Tridecannitril, Tetradecannitril und Hexadecannitril.

## Herstellung
Pentadecannitril kann aus 1-Tetradecanol hergestellt werden. Dieser wird zunächst in Dichlormethan mit Trifluoressigsäureanhydrid verestert und dann mit Natriumcyanid in Tetrahydrofuran / Hexamethylphosphorsäuretriamid umgesetzt. In einer Studie wurde die katalytische Pyrolyse von Cyanobakterien zur Herstellung von stickstoffhaltigen Verbindungen untersucht. Unter optimierten Bedingungen wurden dabei hauptsächlich Nitrile gebildet, wobei das Produktgemisch fast 79 % Pentadecannitril enthielt.